# Tatev
Tatev (armeni: Տաթև fou la capital del principat i regne armeni de la Siunia oriental i més tard de la República autònoma armènia de Siunik.
Hi ha el monestir de Tatev, fundat al segle ix, que és el monument històric i arquitectònic principal de la regió. Es troba a més de 2.000 msnm i s'hi pot accedir mitjançant el telefèric de recorregut més llarg del món.